# Georg Jacob
Georg Jacob (* 26. Mai 1862 in Königsberg i. Pr.; † 4. Juli 1937) war ein Islamwissenschaftler und Orientalist. Er begründete die moderne Turkologie in Deutschland.

## Leben
Jacob studierte arabische Geografie und habilitierte sich 1892 an der Universität Greifswald. 1896 ging er als Extraordinarius an die Universität Erlangen. 1911 folgte er einem Ruf an die Universität Kiel auf den Lehrstuhl für Orientalistik. Sein Vorgänger war Georg Hoffmann. 1922/23 war er Rektor der Universität Kiel. Er veröffentlichte unter anderem umfassende Werke zur Geschichte des Schattentheaters. Jacobs Arbeiten zum arabischen Schattenspiel setzte auf seinen Wunsch Paul Kahle fort. Zu seinen Schülern zählten unter anderem Hans Ellenberg und Oskar von Niedermayer.
Jacob war der erste Übersetzer und Herausgeber moderner türkischer Literatur im deutschen Sprachraum, darunter die Türkische Bibliothek.

## Schriften
- Welche Handelsartikel bezogen die Araber des Mittelalters aus den nordisch-baltischen Ländern? Zweite gänzlich umgearbeitete und vielfach vermehrte Auflage, Mayer & Müller, Berlin 1891
- Altarabisches Beduinenleben: Nach den Quellen geschildert. 2. Auflage, Mayer & Müller, Berlin 1897 (Digitalisat)
- Das Leben der vorislâmischen Beduinen. (Studien in arabischen Dichtern, Heft III) Mayer & Müller, Berlin 1895 (bei Internet Archive)
- Das türkische Schattentheater. Berlin, 1900
- Die Geschichte des Schattentheaters im Morgen- und Abendland. 1. Auflage 1907, 2. erweiterte Auflage 1925 (1972), ISBN 978-3764804114 (GoogleBooks)
- Arabische Berichte von Gesandten an germanische Fürstenhöfe aus dem 9. und 10. Jahrhundert. Ins Deutsche übertragen und mit Fussnoten versehen von Georg Jacob. Berlin 1927. (Digitalisierte Ausgabe der Universitäts- und Landesbibliothek Düsseldorf)